# Charles Griffes
Charles Tomlison Griffes (Elmira, Estat de Nova York, 17 de setembre de 1884 – Nova York, 8 d'abril de 1920) fou un pianista i compositor estatunidenc.
Després de fer sòlids estudis en el seu país, passà a Berlín on va romandre quatre anys al costat de Humperdinck, dedicant-se al seu retorn als Estats Units a l'ensenyança i la composició. Griffes figura en les avançades dels compositors estatunidencs i va cercar no poques vegades la seva inspiració en les melodies orientals, assolint efectes interessants de tonalitat i de ritme.
Les seves obres principals són:
- Cants alemanys, per a veu i piano;
- Pintures musicals, per a piano;
- tres Fantasies, per a piano;
- Esborranys romans, per a piano;
- The Pleasure-dome of Kubla Khan, poema simfònic;
- Poemes de l'antiga Xina i del Japó, per una veu i piano;
- The Kairu of Koridwen, drama coreogràfic per a cinc instruments de vent, piano, arpa i celesta (1917);
- Schojo, mimodrama (1917).